# Норвуд-авеню (линия Джамейка, Би-эм-ти)
|   |   |   |   |
| · | · | · | · |

|   |   |   |   |
| · | · | · | · |

«Норвуд-авеню» (англ. Norwood Avenue) — станция Нью-Йоркского метрополитена, расположенная на линии Джамейка, Би-эм-ти. Станция находится в Бруклине, в округе Сайпресс-Хиллс, на пересечении Норвуд-авеню и Фултон-стрит. На станции останавливаются маршруты J (круглосуточно, кроме часов пик в пиковом направлении) и Z (в часы пик в пиковом направлении). Станцию проходит без остановки маршрут J (в часы пик в пиковом направлении).
Станция была открыта 30 мая 1893 года и представлена одной узкой островной платформой, расположенной на двухпутном участке линии. Платформа оборудована коротким навесом в восточной половине. Навес поддерживают колонны. Название станции представлено в стандартном варианте: на черных табличках с белой надписью на вывесках и колоннах. Станция реконструировалась в 2007 году.
Единственный выход со станции располагается с её восточного конца. Турникетный павильон располагается в помещении на платформе (своеобразном вестибюле станции). Оттуда лестница спускается под пути, лестничная площадка разветвляется на две, и в город спускаются две лестницы — к восточным углам перекрестка Норвуд-авеню и Фултон-стрит.
Первоначально между этой станцией и соседней Кресент-стрит имелось соединение с линией LIRR, которая проходит параллельно линии Джамейка, Би-эм-ти. Это соединение использовалось в рамках соглашения компаний Би-эм-ти и LIRR и использовалось поездами последней. В те времена поезда ходили из Манхэттена по метролинии, через это соединение, а затем по линии LIRR до Рокавея. Такой маршрут активно использовался до осени 1917 года. После 25 лет "простоя", в 1942 году, это соединение все-таки ликвидировали.